# Yaozhou (häradshuvudort i Kina, Shaanxi, lat 34,91, long 108,97)
Yaozhou (kinesiska: 耀州, 耀州区) är en häradshuvudort i Kina. Den ligger i provinsen Shaanxi, i den nordvästra delen av landet, omkring 71 kilometer norr om provinshuvudstaden Xi'an. Antalet invånare är 325 537. Befolkningen består av 157 259 kvinnor och 168 278 män. Barn under 15 år utgör 14,0 %, vuxna 15-64 år 78 %, och äldre över 65 år 7,0 %.
Runt Yaozhou är det tätbefolkat, med 613 invånare per kvadratkilometer. Närmaste större samhälle är Tongchuan, 1,9 km väster om Yaozhou. Trakten runt Yaozhou består till största delen av jordbruksmark.
Genomsnittlig årsnederbörd är 640 millimeter. Den regnigaste månaden är juli, med i genomsnitt 138 mm nederbörd, och den torraste är december, med 1 mm nederbörd.